# DDR-Fußball-Bezirksliga 1968/69
Die DDR-Bezirksliga wurde mit der Saison 1968/69 zum 17. Mal ausgetragen und war die höchste Spielklasse eines Bezirks sowie die dritthöchste im Ligasystem auf dem Gebiet des DFV.
Der Spielbetrieb der 15 Bezirksligen wurde vom jeweiligen Bezirksfachausschuss (BFA) durchgeführt und die Ermittlung der Bezirksmeister geschah nach zehn Spielzeiten wieder ausschließlich in eingleisigen Ligen.
Ihren Bezirksmeistertitel aus dem Vorjahr konnte nur die Betriebssportgemeinschaft (BSG) CM Veritas Wittenberge erfolgreich verteidigen. Wittenberge beendete wie die BSG Aktivist Schwarze Pumpe zum vierten Mal als Sieger ihre Bezirksliga, was Lokomotive Prenzlau, Motor Altenburg, Motor Nordhausen West und der TSG Gröditz zum dritten Mal gelang.
Nach dieser Spielzeit gab es wie im Vorjahr keine direkten Aufsteiger in die übergeordnete DDR-Liga. Die Bezirksmeister qualifizierten sich für die Aufstiegsrunde zur DDR-Liga, in der dann in drei Gruppen zu je fünf Mannschaften die sechs Aufsteiger ermittelt wurden. Als Zweitplatzierte der Bezirksligen Ost-Berlin und Suhl, nahmen die Zweitvertretung vom FC Vorwärts Berlin und die BSG Chemie Glas Ilmenau anstelle der nicht aufstiegsberechtigten Zweitvertretungen vom 1. FC Union Berlin und der ASG Vorwärts Meiningen an dieser teil. Den Aufstieg schafften aus der Gruppe A die Zweitvertretungen vom FC Vorwärts Berlin und der BSG Stahl Eisenhüttenstadt, aus der Gruppe B die Zweitvertretungen vom HFC Chemie und 1. FC Magdeburg sowie aus der Gruppe C BSG Motor Hermsdorf und BSG Motor Nordhausen West. Der BSG Aktivist Schwarze Pumpe blieb durch den fünften Platz in der Gruppe A der sofortige Wiederaufstieg verwehrt.

## Bezirksmeister
| Bezirk           | Mannschaft                       |
| ---------------- | -------------------------------- |
| Rostock          | BSG Motor Warnowwerft Warnemünde |
| Schwerin         | BSG CM Veritas Wittenberge       |
| Neubrandenburg   | BSG Lokomotive Prenzlau          |
| Potsdam          | BSG Stahl Hennigsdorf            |
| Ost-Berlin       | 1. FC Union Berlin II            |
| Frankfurt (Oder) | BSG Stahl Eisenhüttenstadt II    |
| Magdeburg        | 1. FC Magdeburg II               |
| Halle            | HFC Chemie II                    |
| Leipzig          | BSG Motor Altenburg              |
| Cottbus          | BSG Aktivist Schwarze Pumpe      |
| Dresden          | TSG Gröditz                      |
| Karl-Marx-Stadt  | BSG Motor Werdau                 |
| Erfurt           | BSG Motor Nordhausen West        |
| Gera             | BSG Motor Hermsdorf              |
| Suhl             | ASG Vorwärts Meiningen II        |

## Aufstiegsrunde zur DDR-Liga-Saison 1969/70
Sechs Mannschaften aus den 15 Bezirksligen stiegen zur nächsten Saison in die DDR-Liga auf. In drei Gruppen zu je fünf Mannschaften, ermittelten die Bezirksmeister die Aufsteiger. Die beiden Erstplatzierten jeder Gruppe stiegen auf.

### Gruppe A
In der Gruppe A spielten die Meister und Vertreter aus den Bezirken Rostock, Neubrandenburg, Frankfurt (Oder), Cottbus und Ost-Berlin.

Abschlusstabelle
| Pl. | Mannschaft                       | Sp. | S | U | N | Tore    | Diff. | Punkte |
| --- | -------------------------------- | --- | - | - | - | ------- | ----- | ------ |
| 1.  | FC Vorwärts Berlin II            | 4   | 3 | 0 | 1 | 005:300 | +2    | 06:20  |
| 2.  | BSG Stahl Eisenhüttenstadt II    | 4   | 1 | 2 | 1 | 006:100 | +5    | 04:40  |
| 3.  | BSG Motor Warnowwerft Warnemünde | 4   | 1 | 2 | 1 | 006:600 | ±0    | 04:40  |
| 4.  | BSG Lokomotive Prenzlau          | 4   | 1 | 2 | 1 | 005:100 | −5    | 04:40  |
| 5.  | BSG Aktivist Schwarze Pumpe      | 4   | 0 | 2 | 2 | 000:200 | −2    | 02:60  |

Kreuztabelle

Die Kreuztabelle stellt die Ergebnisse aller Spiele dieser Aufstiegsrunde dar. Die Heimmannschaft ist in der linken Spalte aufgelistet und die Gastmannschaft in der obersten Reihe.
| Gruppe A 31. Mai 1969 – 30. Juni 1969 | Gruppe A 31. Mai 1969 – 30. Juni 1969 |     |     |     |     |     |
| ------------------------------------- | ------------------------------------- | --- | --- | --- | --- | --- |
| 1.                                    | FC Vorwärts Berlin II                 |     | –   | 3:2 | –   | 1:0 |
| 2.                                    | BSG Stahl Eisenhüttenstadt II         | 0:0 |     | –   | 6:0 | –   |
| 3.                                    | BSG Motor Warnowwerft Warnemünde      | –   | 1:0 |     | 3:3 | –   |
| 4.                                    | BSG Lokomotive Prenzlau               | 1:1 | –   | –   |     | 1:0 |
| 5.                                    | BSG Aktivist Schwarze Pumpe           | –   | 0:0 | 0:0 | –   |     |

### Gruppe B
In der Gruppe B spielten die Meister aus den Bezirken Schwerin, Potsdam, Magdeburg, Halle und Leipzig.

Abschlusstabelle
| Pl. | Mannschaft                 | Sp. | S | U | N | Tore    | Diff. | Punkte |
| --- | -------------------------- | --- | - | - | - | ------- | ----- | ------ |
| 1.  | HFC Chemie II              | 4   | 3 | 0 | 1 | 013:300 | +10   | 06:20  |
| 2.  | 1. FC Magdeburg II         | 4   | 2 | 1 | 1 | 007:500 | +2    | 05:30  |
| 3.  | BSG Stahl Hennigsdorf      | 4   | 1 | 2 | 1 | 009:500 | +4    | 04:40  |
| 4.  | BSG CM Veritas Wittenberge | 4   | 1 | 1 | 2 | 005:120 | −7    | 03:50  |
| 5.  | BSG Motor Altenburg        | 4   | 1 | 0 | 3 | 007:160 | −9    | 02:60  |

Kreuztabelle

Die Kreuztabelle stellt die Ergebnisse aller Spiele dieser Aufstiegsrunde dar. Die Heimmannschaft ist in der linken Spalte aufgelistet und die Gastmannschaft in der obersten Reihe.
| Gruppe B 31. Mai 1969 – 30. Juni 1969 | Gruppe B 31. Mai 1969 – 30. Juni 1969 |     |     |     |     |     |
| ------------------------------------- | ------------------------------------- | --- | --- | --- | --- | --- |
| 1.                                    | HFC Chemie II                         |     | –   | 2:0 | 5:0 | –   |
| 2.                                    | 1. FC Magdeburg II                    | 2:1 |     | –   | –   | 4:1 |
| 3.                                    | BSG Stahl Hennigsdorf                 | –   | 0:0 |     | –   | 7:1 |
| 4.                                    | BSG CM Veritas Wittenberge            | –   | 3:1 | 2:2 |     | –   |
| 5.                                    | BSG Motor Altenburg                   | 1:5 | –   | –   | 4:0 |     |

### Gruppe C
In der Gruppe C spielten die Meister und Vertreter aus den Bezirken Dresden, Karl-Marx-Stadt, Erfurt, Gera und Suhl.

Abschlusstabelle
| Pl. | Mannschaft                | Sp. | S | U | N | Tore    | Diff. | Punkte |
| --- | ------------------------- | --- | - | - | - | ------- | ----- | ------ |
| 1.  | BSG Motor Hermsdorf       | 4   | 3 | 1 | 0 | 006:300 | +3    | 07:10  |
| 2.  | BSG Motor Nordhausen West | 4   | 3 | 0 | 1 | 008:200 | +6    | 06:20  |
| 3.  | TSG Gröditz               | 4   | 2 | 1 | 1 | 007:500 | +2    | 05:30  |
| 4.  | BSG Chemie Glas Ilmenau   | 4   | 1 | 0 | 3 | 007:700 | ±0    | 02:60  |
| 5.  | BSG Motor Werdau          | 4   | 0 | 0 | 4 | 000:110 | −11   | 0:80   |

Kreuztabelle

Die Kreuztabelle stellt die Ergebnisse aller Spiele dieser Aufstiegsrunde dar. Die Heimmannschaft ist in der linken Spalte aufgelistet und die Gastmannschaft in der obersten Reihe.
| Gruppe C 31. Mai 1969 – 30. Juni 1969 | Gruppe C 31. Mai 1969 – 30. Juni 1969 |     |     |            |     |     |
| ------------------------------------- | ------------------------------------- | --- | --- | ---------- | --- | --- |
| 1.                                    | BSG Motor Hermsdorf                   |     | 1:0 | –          | 3:1 | –   |
| 2.                                    | BSG Motor Nordhausen West             | –   |     | (1)2:0 (1) | –   | 5:0 |
| 3.                                    | TSG Gröditz                           | 2:2 | –   |            | 3:1 | –   |
| 4.                                    | BSG Chemie Glas Ilmenau               | –   | 1:1 | –          |     | 4:0 |
| 5.                                    | BSG Motor Werdau                      | 0:0 | –   | 0:2        | –   |     |